# سوندرز لويس
سوندرز لويس (بالإنجليزية: Saunders Lewis)‏ هو ناقد أدبي ومؤرخ وكاتب وشاعر وسياسي بريطاني (وحمل سابقاً جنسية المملكة المتحدة لبريطانيا العظمى وأيرلندا)، ولد في 15 أكتوبر 1893 في المملكة المتحدة، وتوفي في 1 سبتمبر 1985.

## حريق في ليون 1936
في عام 1936، اشتعلت القومية الويلزية  عندما استقرت الحكومة البريطانية على إنشاء (RAF ) معسكر تدريبي لسلاح الجو الملكي البريطاني ومطار بينيبرث في شبه جزيرة لين في جويند . ساعدت الاحداث المحيطة بالاحتجاج – المعروفة باسم نار في ليون- على التعريف بحزب ويلز الوطني. استقرت حكومة المملكة المتحدة على ليون كموقع لمعسكرها التدريبي بعد احتجاجات على مواقع مقترحة مماثلة  في نورثمبرلاند ودورست .
و مع هذا، رفض ستانلي بالدوين- رئيس وزراء المملكة المتحدة – سماع الدعاوي المرفوعة ضد بناء «مدرسة التفجير» في ويلز، على الرغم من انتداب 500000 محتج في ويلز. لخص لويس الاحتجاج على المشروع عندما كتب ان حكومة المملكة المتحدة  كانت عازمة تحويل واحد من المنازل الويلزية الاساسية للثقافة، والتعبير، والادب إلى مكان لترويج الطريقة البربرية للحرب. بدأ بناء الاكاديمية العسكرية بالضبط بعد 400 عام من أول قانون للاتحاد ضم ويلز إلى إنجلترا.
في 8 ايلول 1936، تم اشعال النار في المبنى وفي التحقيقات التي تلتها أعلن سوندرز لويس، لويس فالنتين، و دي جي ويليامز مسؤوليتهم. تمت محاكمتهم في كارنارفون، حيث فشلت هيئة المحلفين في الاتفاق على حكم. وبعدها تم إرسال القضية إلى اولد بيلي في لندن لإعادة المحاكمة، حيث ادين ثلاثتهم وحكم عليهم بالسجن تسعة أشهر. عند اطلاق سراحهم من سجن وارموودز سكرابس، قام 15000 شخص من ويلز باستقبالهم كالأبطال في جناح في كارنارفون.
حرق مدرسة القصف: «مدرسة حرق القصف»
غضب الكثير من الويلزيين من معاملة القاضي الساخرة للغة الويلزية، وقرار نقل المحاكمة إلى لندن، وقرار جامعة سوانسي باقالة لويس من منصبه  الذي كان يشغله قبل ادانته. كتب دافيد جلين جونزعن الحريق قائلا:«انها المرة الأولى من خمس قرون التي تتمكن ويلز من رد الصفعة لانجلترا بنفس العنف... للشعب الويلزي، الذي توقف منذ فترة طويلة عن الاعتقاد بان لديهم القوة، كانت الصدمة عميقة.»
و مع ذلك، على الرغم من الإشادة التي حققتها احداث حريق ليون، الا انه وبحلول عام 1938، تم رفض فكرة لويس عن النسبة المئوية  «ملكية المنازل»  رفضا قاطعا باعتبارانها ليست مبدا أساسيا في الحزب. وفي عام 1939، استقال لويس من منصي
ومع ذلك، على الرغم من الإشادة التي حققتها أحداث Tân yn Llŷn ، إلا أنه بحلول عام 1938، تم رفض مفهوم لويس perchentyaeth («ملكية المنزل») رفضًا قاطعًا باعتباره ليس مبدأً أساسيًا في الحزب. في عام 1939، استقال لويس من منصب رئيس Plaid Genedlaethol Cymru ، قائلاً إن ويلز ليست مستعدة لقبول قيادة الروم الكاثوليك.
كان لويس ابن وحفيد وزراء الميتودية الكالفانية الويلزية البارزين. وفي عام 1932، اعتنق لويس الكاثوليكية الرومانية.

## الحرب العالمية الثانية
حافظ لويس الحياد الصارم في كتاباته في عموده «دورة العالم» في واي فانير. كانت محاولته لتفسير غير متحيز لأسباب واحداث الحرب.
خارج موقف الحزب الاولي بشأن الحرب، كان لأعضاء الحزب حرية الاختيار لأنفسهم مستوى دعمهم للمجهود الحربي. كان حزب ويلز الوطني محايدا رسميا فيما يتعلق بالمشاركة في الحرب العالمية  الثانية، والذي اعتبره لويس والقادة الاخرون استمرارا للحرب العالمية الأولى. كانت محور سياسة الحياد فكرة ويلز- كدولة – ان لها الحق في ان تقرر موقفها من الحرب بشكل مستقل، ورفض اجبار الدول الأخرى للويلزيين على الخدمة في قواتها المسلحة.  ومع هذه السياسة الصعبة والثورية، امل  لويس ان يرفض عدد كبير من الويلزيين الانضمام إلى الجيش البريطاني.
حاول لويس واعضاء الحزب الاخرين تعزيز الولاء للامة الويلزية «ليطغى على الولاء للدولة البريطانية». جادل لويس «الدليل الوحيد على ان وجود الامة الويلزية هو ان هناك من يتصرف كأنها  موجودة».
و مع ذلك،  فان معظم أعضاء الحزب  الذين ادعوا حالة الاستنكاف الضميري فعلوا ذلك في سياق معتق\اتهم الاخلاقية والدينية، بدلا من الخطط السياسية. كان جميعهم  تقريبا  معفيين من الخدمة العسكرية. جعل حوالي 24 من أعضاء الحزب السياسة سببهم الوحيد  للإعفاء، حكم على 12  منهم بالسجن. بالنسبة للويس، اثبت هؤلاء الذين اعترضوا ان استيعاب ويلز كان يقاوم، حتى تحت الضغوط الشديدة.

## روابط خارجية
- سوندرز لويس على موقع IMDb (الإنجليزية)
- سوندرز لويس على موقع ميوزك برينز (الإنجليزية)